# Rodmond Palen Roblin
Rodmond Palen Roblin (né le 15 février 1853 et décédé le 16 février 1937) était un homme d'affaires et homme politique canadien. Il a été premier ministre du Manitoba du 29 octobre 1900 au 12 mai 1915. Il est le arrière-grand-père de Dufferin Roblin, qui a également été premier ministre du Manitoba.